# Giorgi Gakharia
Giorgi Gakharia (georgiano: გიორგი გახარია; 19 de março de 1975) é um político georgiano, que o ocupou o cargo de primeiro-ministro da Geórgia entre 2019 e 2021.
Foi nomeado Primeiro-ministro em 3 de setembro de 2019, sucedendo Mamuka Bakhtadze que havia renunciado no dia anterior. Sua nomeação teve controvérsias, com alguns partidos de oposição deixando o Parlamento da Geórgia. Contudo o partido populista Sonho Georgiano, sendo majoritário, confirmou Gakharia.